# Randee Heller

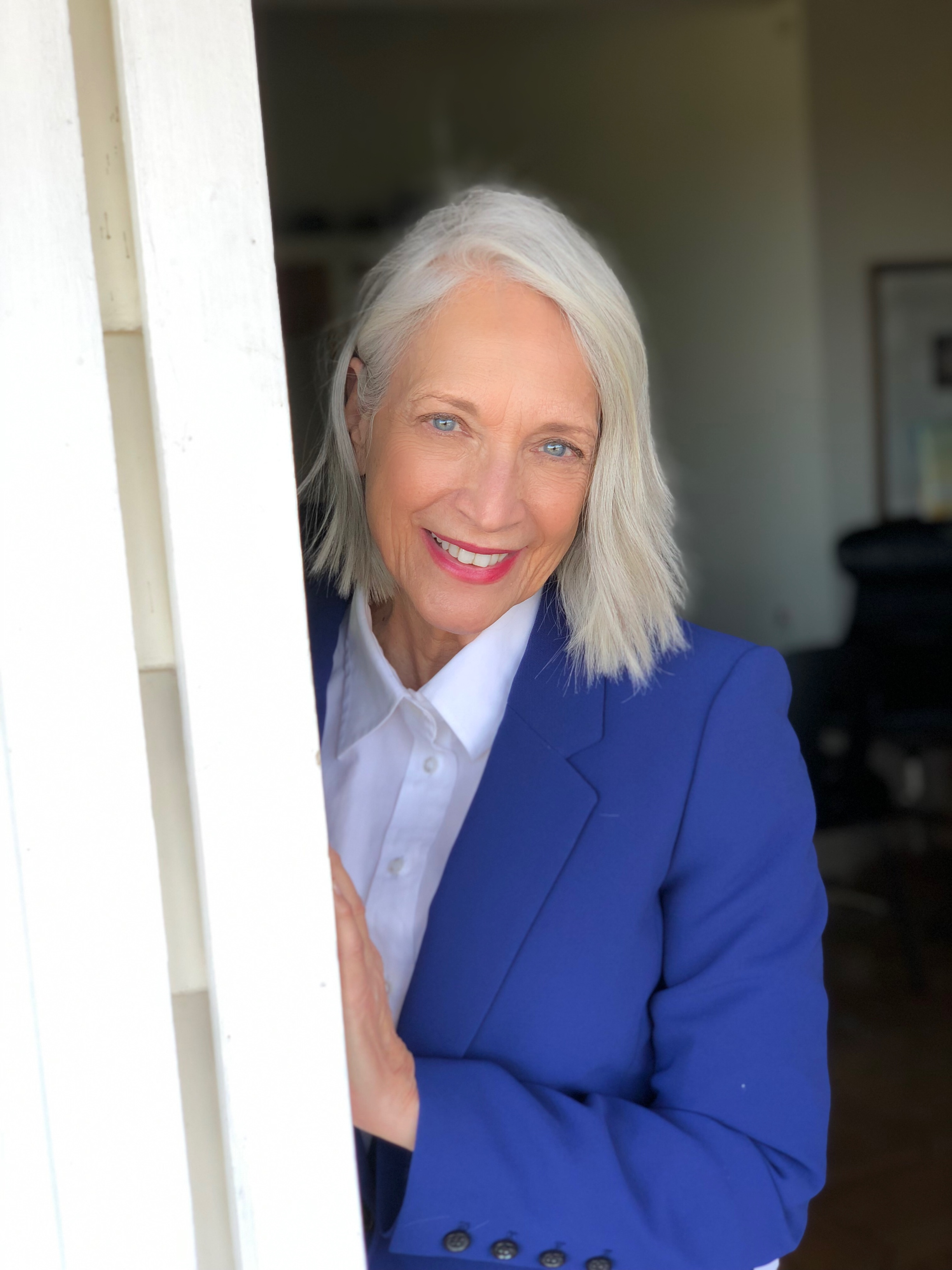
Randee Heller in 2018

Randee Heller (* 10. Juni 1947 in New York City als Randee Antzis) ist eine US-amerikanische Schauspielerin.

## Leben
Heller wurde im New Yorker Stadtbezirk Brooklyn geboren und wuchs in West Hempstead auf. Sie studierte bis 1969 an der Adelphi University.
Danach begann sie ihre Karriere am Theater, vor allem in Off-Broadway-Produktionen. Ab Ende der 1970er Jahre folgten zahlreiche Rollen in Film- und Fernsehproduktionen. Sie spielte in der Sitcom Soap in den 1970er Jahren eine der ersten lesbischen Figuren im US-Fernsehen. Im Kultfilm Karate Kid sowie Karate Kid III – Die letzte Entscheidung und der darauf basierenden Fernsehserie Cobra Kai verkörperte sie Lucille LaRusso, die Mutter der von Ralph Macchio dargestellten Hauptfigur. Außerdem war sie als Bert Coopers und Don Drapers ältere Sekretärin Ida Blankenship in einer wiederkehrenden Rolle in der Serie Mad Men zu sehen.
Heller ist vor allem für das Fernsehen tätig, ihr Schaffen umfasst mehr als 90 Produktionen. 2011 war sie für ihre Rolle in Mad Men für den Emmy nominiert.

## Filmografie (Auswahl)
- 1977: Husbands and Wives (Fernsehfilm)
- 1978: Husbands, Wives & Lovers (Fernsehserie, 10 Episoden)
- 1979: ...And Your Name Is Jonah (Fernsehfilm)
- 1979: Die Chance seines Lebens (Fast Break)
- 1979: Can You Hear the Laughter? The Story of Freddie Prinze (Fernsehfilm)
- 1979: Soap – Trautes Heim (Soap, Fernsehserie, 9 Episoden)
- 1981: Quincy (Quincy, M. E., Fernsehserie, 1 Episode)
- 1984: Karate Kid (The Karate Kid)
- 1984: Mama Malone (Fernsehserie, 13 Episoden)
- 1985: Geliebter einer Ehefrau (Obsessed with a Married Woman, Fernsehfilm)
- 1985: Hunter (Fernsehserie, Folge 2x05: Killer In A Halloween Mask )
- 1985–1986: Fame – Der Weg zum Ruhm (Fame, Fernsehserie, 3 Episoden)
- 1986: Zeit der Rache (The Ladies Club)
- 1986: Better Days (Fernsehserie, 11 Episoden)
- 1987: Der letzte Seitensprung (The Last Fling, Fernsehfilm)
- 1987: The Bronx Zoo (Fernsehserie, 2 Episoden)
- 1987–1988: Second Chance (Fernsehserie, 21 Episoden)
- 1989: Karate Kid III – Die letzte Entscheidung (The Karate Kid Part III)
- 1989–1990: Wer ist hier der Boss? (Who’s the Boss?, Fernsehserie, 2 Episoden)
- 1989 Alf (Fernsehserie 1 Episode)
- 1990: Der Nachtfalke (Midnight Caller, Fernsehserie, 2 Episoden)
- 1991: Danielle Steel – Unter dem Regenbogen (Fernsehfilm)
- 1991: Mord ist ihr Hobby (Murder, She Wrote, Fernsehserie, 1 Episode)
- 1992: Tödliches Spiel (Frame-Up II: The Cover-Up)
- 1993: The Baby Doll Murders
- 1993: Melrose Place (Fernsehserie, 1 Episode)
- 1994: Emergency Room – Die Notaufnahme (ER, Fernsehserie, 1 Episode)
- 1996: Alle unter einem Dach (Family Matters, Fernsehserie, 1 Episode)
- 1997: Kreativ sein ist alles (Fired Up, Fernsehserie, 3 Episoden)
- 1998: Matter of Trust
- 1998: Bulworth
- 1999: Clueless – Die Chaos-Clique (Clueless, Fernsehserie, 1 Episode)
- 1999: Chicago Hope – Endstation Hoffnung (Chicago Hope, Fernsehserie, 1 Episode)
- 2001: Jack & Jill (Fernsehserie, 1 Episode)
- 2001–2005: Für alle Fälle Amy (Judging Amy, Fernsehserie, 4 Episoden)
- 2001: Popular (Fernsehserie, 2 Episoden)
- 2002: Felicity (Fernsehserie, 1 Episode)
- 2003: Office Girl (Less than Perfect, Fernsehserie, 1 Episode)
- 2004: Drake & Josh (Fernsehserie, 1 Episode)
- 2004: Lady Cops – Knallhart weiblich (The Division, Fernsehserie, 1 Episode)
- 2005: Crossing Jordan – Pathologin mit Profil (Crossing Jordan, Fernsehserie, 1 Episode)
- 2005: Das Schwiegermonster (Monster-in-Law)
- 2005: Better Days
- 2005: Crazylove
- 2006: Nip/Tuck – Schönheit hat ihren Preis (Nip/Tuck, Fernsehserie, 1 Episode)
- 2009: Brothers & Sisters (Fernsehserie, 1 Episode)
- 2009: Hawthorne (Fernsehserie, 1 Episode)
- 2010: Mad Men (Fernsehserie, 6 Episoden)
- 2010: Grey’s Anatomy (Fernsehserie, 1 Episode)
- 2011: Honey and Joy (Fernsehserie, 1 Episode)
- 2011: In Plain Sight – In der Schusslinie (In Plain Sight, Fernsehserie, 3 Episoden)
- 2011: Desperate Housewives (Fernsehserie, 1 Episode)
- 2011: Prime Suspect (Fernsehserie, 1 Episode)
- 2012: The Mentalist (Fernsehserie, 1 Episode)
- 2013: Emily Owens (Emily Owens, M.D., Fernsehserie, 1 Episode)
- 2013: Modern Family (Fernsehserie, 1 Episode)
- 2013–2014: Wilfred (Fernsehserie, 4 Episoden)
- 2014: Partners (Fernsehserie, 1 Episode)
- 2016: Mary + Jane (Fernsehserie, 1 Episode)
- 2017: A Crooked Somebody
- 2017: Major Crimes (Fernsehserie, 1 Episode)
- 2018: Atlanta Medical (Fernsehserie, 1 Episode)
- seit 2018: Cobra Kai (Fernsehserie)
- 2019: Seattle Firefighters – Die jungen Helden (Station 19, Fernsehserie, 1 Episode)
- 2019: The Edge of Sleep (Fernsehserie, 1 Episode)